# Молодятичі
Молодятичі (або Молодатичі, пол. Mołodiatycze) — село в Польщі, у гміні Тріщани Грубешівського повіту Люблінського воєводства. Населення — 504 особи (2011).

## Назва
На думку мовознавиці Галини Вишневської, назва села походить від руського імені Молодята.

## Історія
1564 року вперше згадується православна церква в селі.
За даними етнографічної експедиції 1869—1870 років під керівництвом Павла Чубинського, у селі проживали греко-католики, які розмовляли українською мовою.
27 жовтня 1943 року польська банда напала на село та вчинила розправу над українським населенням, вбивши 29 українців.
У 1975—1998 роках село належало до Замойського воєводства.

## Населення
Демографічна структура станом на 31 березня 2011 року:
|          | Загалом | Допрацездатний вік | Працездатний вік | Постпрацездатний вік |
| -------- | ------- | ------------------ | ---------------- | -------------------- |
| Чоловіки | 258     | 61                 | 163              | 34                   |
| Жінки    | 246     | 51                 | 127              | 68                   |
| Разом    | 504     | 112                | 290              | 102                  |